# 阳春市人民政府
阳春市人民政府，简称阳春市政府、春府，是中华人民共和国广东省阳春市的地方国家行政机关。

## 机构设置
阳春市人民政府设置下列机构：
- 阳春市人民政府办公室
- 阳春市发展和改革局
- 阳春市工业和信息化局
- 阳春市教育局
- 阳春市公安局
- 阳春市民政局
- 阳春市司法局
- 阳春市财政局
- 阳春市人力资源和社会保障局
- 阳春市自然资源局
- 阳春市住房和城乡建设局
- 阳春市交通运输局
- 阳春市水务局
- 阳春市农业农村局
- 阳春市林业局
- 阳春市文化广电旅游体育局
- 阳春市卫生健康局
- 阳春市审计局
- 阳春市退役军人事务局
- 阳春市应急管理局
- 阳春市场监督管理局
- 阳春市统计局
- 阳春市医疗保障局
- 阳春市城市管理和综合执法局
- 阳春市信访局
- 阳春市政务服务数据管理局

下辖：
- 春城街道
- 河西街道
- 河朗镇
- 松柏镇
- 春湾镇
- 石望镇
- 圭岗镇
- 陂面镇
- 合水镇
- 永宁镇
- 岗美镇
- 河口镇
- 八甲镇
- 三甲镇
- 双滘镇
- 潭水镇
- 马水镇